# 中國天然氣集團
中國天然氣集團有限公司，簡稱中國天然氣集團（英語：China LNG Group Limited，港交所：0931），在1995年，由當時創辦人兼前主席游本宏，於香港創立已結業的「宏恩國際有限公司」，該公司前身為「宏通集團控股有限公司」。
根據現時資料，簡志堅為本公司主席和行政總裁，基本上為全家董事會成員的，當時經營分銷業務及電子啟動解決方案業務，後來由於過往分銷電腦組件及資訊科技產品業務之市場狀況欠佳和萎縮，現時只是經營金融、房地產和於中國內地投資天然氣項目。
2014年9月24日，中國天然氣當時收盤價為2.85港元，漲幅為18.75%，市值便達至約300億港元之多，但到了2014年9月25日，曾高見3.02港元，漲幅達至5.96%，其後到了下午時段暴跌，曾低見0.86港元，跌幅為69.82%，其後跌幅收窄，收盤報價為1.8港元，降幅為36.84%，其後現時主席簡志堅發表聲明，未能知悉導致價格下跌及成交量增加的任何原因。
該公司在2001年10月24日於港交所主板上市，當時招股價為0.60港元，配售股份為360,000,000股，集資額為2.16億港元。